# Monument la mormântul ostașilor căzuți în 1944 (Carmanova)
Monumentul la mormântul ostașilor căzuți în 1944 este un monument amplasat în Carmanova, Unitățile Administrativ-Teritoriale din Stînga Nistrului, Republica Moldova. Este un monument istoric de importanță națională inclus în Registrul monumentelor Republicii Moldova ocrotite de stat cu nr. 488 (raionul Grigoriopol).